# Фридель, Адам
Адам Фридель или Адам де Фридель или Адам Фридель фон Фридельсбург (Adam Friedel, Adam de Friedel, Adam Friedel von Friedelsburg, около 1780 — ?) — датский филэллин и авантюрист. Принял участие в Освободительной войне Греции 1821—1829 годов. Более всего известен своими портретами героев и руководителей Греческой революции.

## Биография

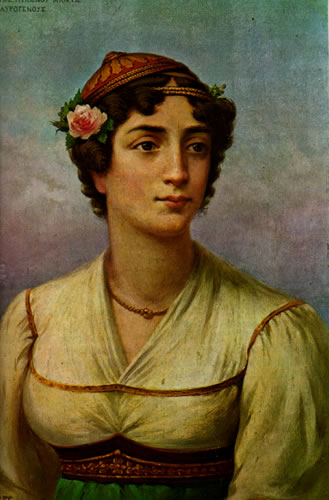
Манто Маврогенус.

Греческая революция 1821 года и Освободительная война греков против осман вызвала в либеральных кругах Европы явление филэллинизма.
Г. Лайос писал: «Движение филэллинов имело явно выраженную политическую ориентацию».
Чтобы не преувеличивать масштабы явления, греческий историк Я. Кордатос писал: «в действительности не было филэллинов, за исключением немногих демократов Европы».
Непосредственное участие в войне приняло не более 1 тыс. иностранных добровольцев, из них 8 датчан.
Среди добровольцев были революционеры, идеологи, романтики вскормленные классической культурой. Среди добровольцев было немало людей искавших возможности военной и административной карьеры в возрождающемся государстве и просто авантюристы.
В любом случае, греческая историография отмечает, что из 940 филэллинов 313 погибли на полях сражений или умерли от ран или болезней.
Одной из примечательных фигур среди восьми датских филэллинов был Адам Фридель.
Фридель прибыл в восставшую Грецию почти сразу после начала Революции.
По прибытии представился как полковник, барон Фридель фон Фридельсбург.
Фридель сумел войти в окружение Дмитрия Ипсиланти.
Но его заявления и мало убедительные рассказы вскоре были разоблачены действительным датским дворянином, не говоря уже о том что замка Фридельсбург не было в действительности ни в Дании, ни в сопредельных с ней странах.
Нет ясности также и в том, являлась ли фамилия Фридель его настоящей фамилией, или он присвоил себе фамилию умершего датского подполковника.

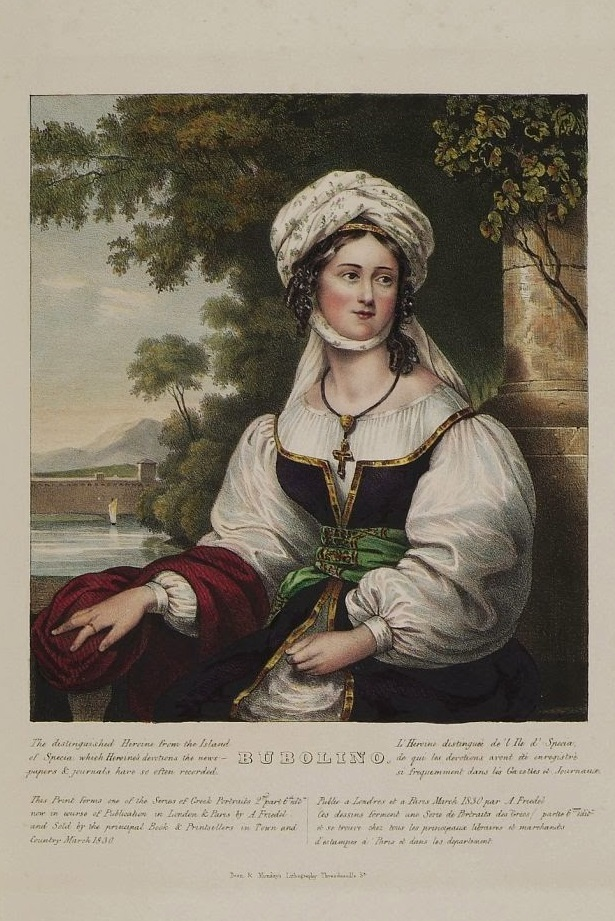
[https://argolikoslibrary.files.wordpress.com/2010/02/cebccf80cebfcf85cebccf80cebfcf85cebbceb9cebdceb1-ceb5cf80ceb9ceb6cf89ceb3cf81ceb1cf86ceb9cf83cebcceb5cebdceb7-cebbceb9ceb8cebfceb3cf811.jpg Ласкарина Бубулина

Когда его ожидания о военной карьере и претензии на высокие офицерские чины в возрождающемся государстве были развеяны, Адам переключил свою активность в другое поле деятельности и оказался талантливым актёром, музыкантом и художником.
С помощью ручного литографического пресса, который он носил на своей спине, Адам стал делать портреты лидеров Греческой революции.
Так, по выражению искусствоведа Димитры Куккиу «немного художник, немного музыкант, немного солдат», Фридель создал портреты Колокотрониса, Никитараса, Маркоса Боцариса, Дмитрия Ипсиланти, Ласкарины Бубулины, Манто Маврогенус и несколько портретов лорда Байрона, в том числе известное изображение, где Байрон представлен в гомеровском шлеме.
Серия 24, «с натуры», портретов лидеров Греческой революции, на 4-х листах, с 6 портретами каждый, была напечатана Адамом после его возвращения в Англию.
Портреты были вновь напечатаны в 1826 и 1827 годах в Париже и Лондоне (на раскрашенных Джозефом Бувье литографиях) и разошлись многотысячными тиражами по всей Европе.
Портреты Фриделя оказали огромное содействие филэллинским комитетам Европы для пропаганды греческого дела и сбора помощи сражающейся Греции.